# بوروسه‌را
بوروسه‌را یا بوروسِرا (به ژاپنی: ブルセラ Burusera)، یک فتیش جنسی، به‌طور خاص یک کشش جنسی به لباس زیر یا یونیفرم مدرسه دختران یا زنان جوان است. این کلمه ای با منشأ زبان ژاپنی است که با ترکیب burumā (ブルマー) به معنای شکوفه‌ها، مانند لباس‌های بدنسازی، و sērā-fuku (セーラー服) به معنای لباس ملوانی ساخته شده است. لباس فرم مدرسه سنتی ژاپنی برای دختران دانش‌آموز; به ویژه کوگال مغازه‌های بوروسِرا لباس‌های مدرسه، شورت و سایر اقلام فتیش دخترانه را می‌فروشند.